# Georges Claude (peintre)
Pour les articles homonymes, voir Georges Claude.
Ne doit pas être confondu avec Claude Georges.
Georges Victor Claude, né le 10 mars 1854 à Batignolles-Monceau et mort le 23 avril 1921 à Paris 17e, est un artiste peintre français, qui fut aussi un officier militaire.

## Biographie
Issu d'une famille d'artistes, Georges Claude est l'élève de son père, le peintre Jean-Maxime Claude, et de son oncle, le décorateur d'origine suisse, Pierre-Victor Galland.
Engagé militaire en 1874, il devient capitaine du génie territorial en 1897, basé à Cherbourg puis à Paris, il est nommé par le ministère de la Guerre, en janvier 1914, chevalier de la Légion d'honneur.
Georges Claude expose au Salon de Paris à partir de 1879, et ce, régulièrement jusqu'en 1912. Il devient membre de la société de ce salon. Ses huiles sur toile sont d'abord d'inspiration religieuse, puis on compte des paysages et des portraits. Il pratique également l'aquarelle, le pastel et la lithographie,.
Il produit dans les années 1890 pour la manufacture des Gobelins des cartons destinés à fabriquer des tapisseries pour la décoration de la Comédie-Française et de certaines mairies (Bordeaux, 1896).
Vers 1900, il commence d'enseigner à l'école des Arts décoratifs.
Marié, il eut quatre enfants dont deux fils, Charles, mort pour la France au Bois de Chaume, en septembre 1917, âgé de 27 ans, et Pierre, mort pour la France à Bouchavesnes en octobre 1916, âgé de 21 ans.
Après sa mort, une rétrospective est organisée à la Palette française, 112 boulevard Malesherbes, du 6 au 22 janvier 1923.

## Distinctions
- Chevalier de la Légion d'honneur (1914)

## Collections publiques

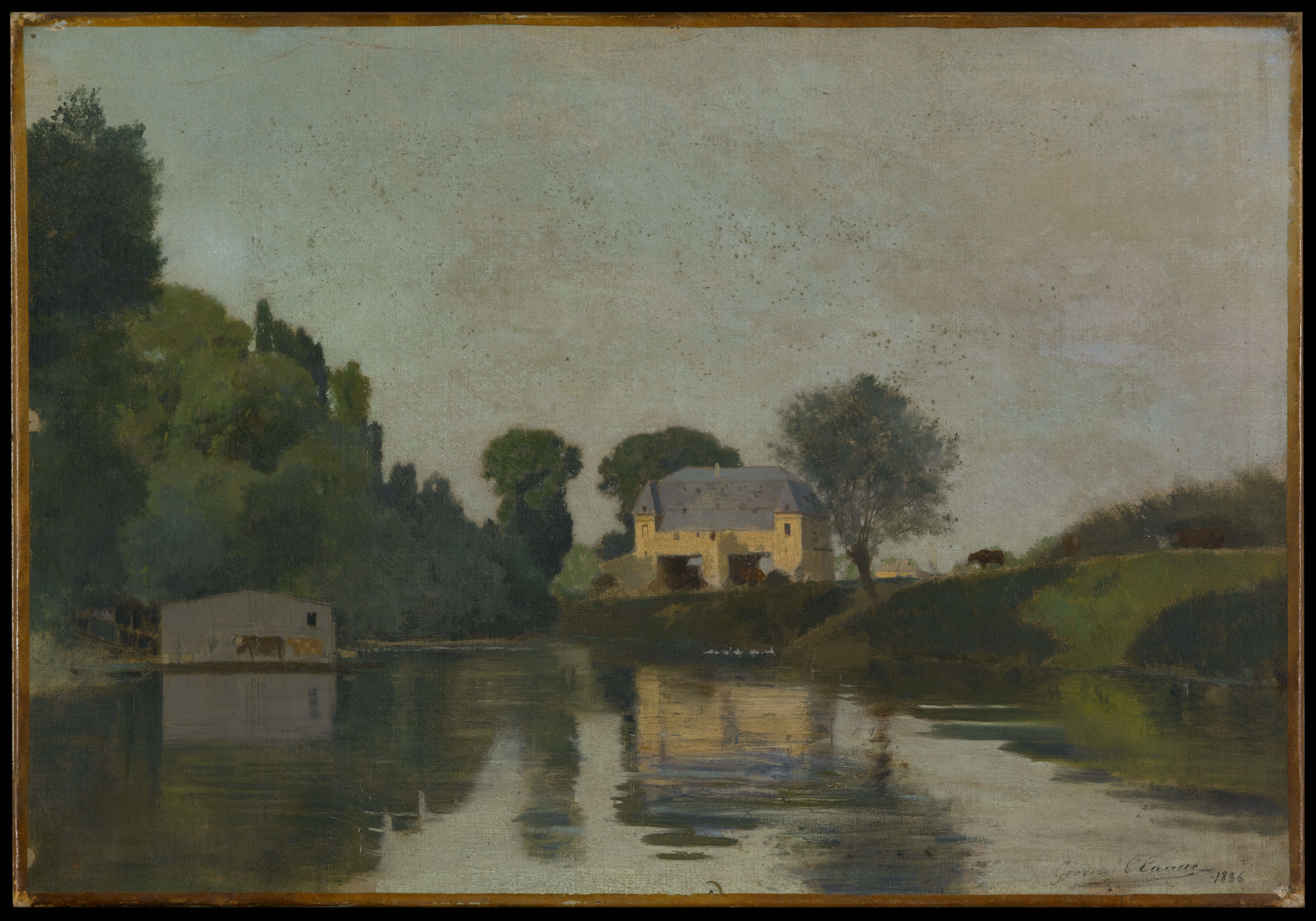
Le Moulin (1886), huile sur toile, château de Maisons.

- Le Moulin, huile sur toile, 1886, château de Maisons.
- Vue du grand salon d'Aulteribe, aquarelle, 1886, château d'Aulteribe.
- Henri IV et l'ambassadeur d'Espagne, huile sur toile, 1905, musée des beaux-arts de Pau[7].